# Easter-Nationalpark
Der 29,85 km² große Easter-Nationalpark (englisch: Easter National Park) liegt 30 Kilometer südlich von Nannup im Südwesten von Western Australia. Westlich des Nationalparks liegt der Hilliger-Nationalpark, nordwestlich der Milyeannup-Nationalpark und nordöstlich der Beedelup-Nationalpark.
Es handelt sich um ein Waldgebiet mit Jarrah- und Marribäumen.